# Sarah Kay (Dichterin)

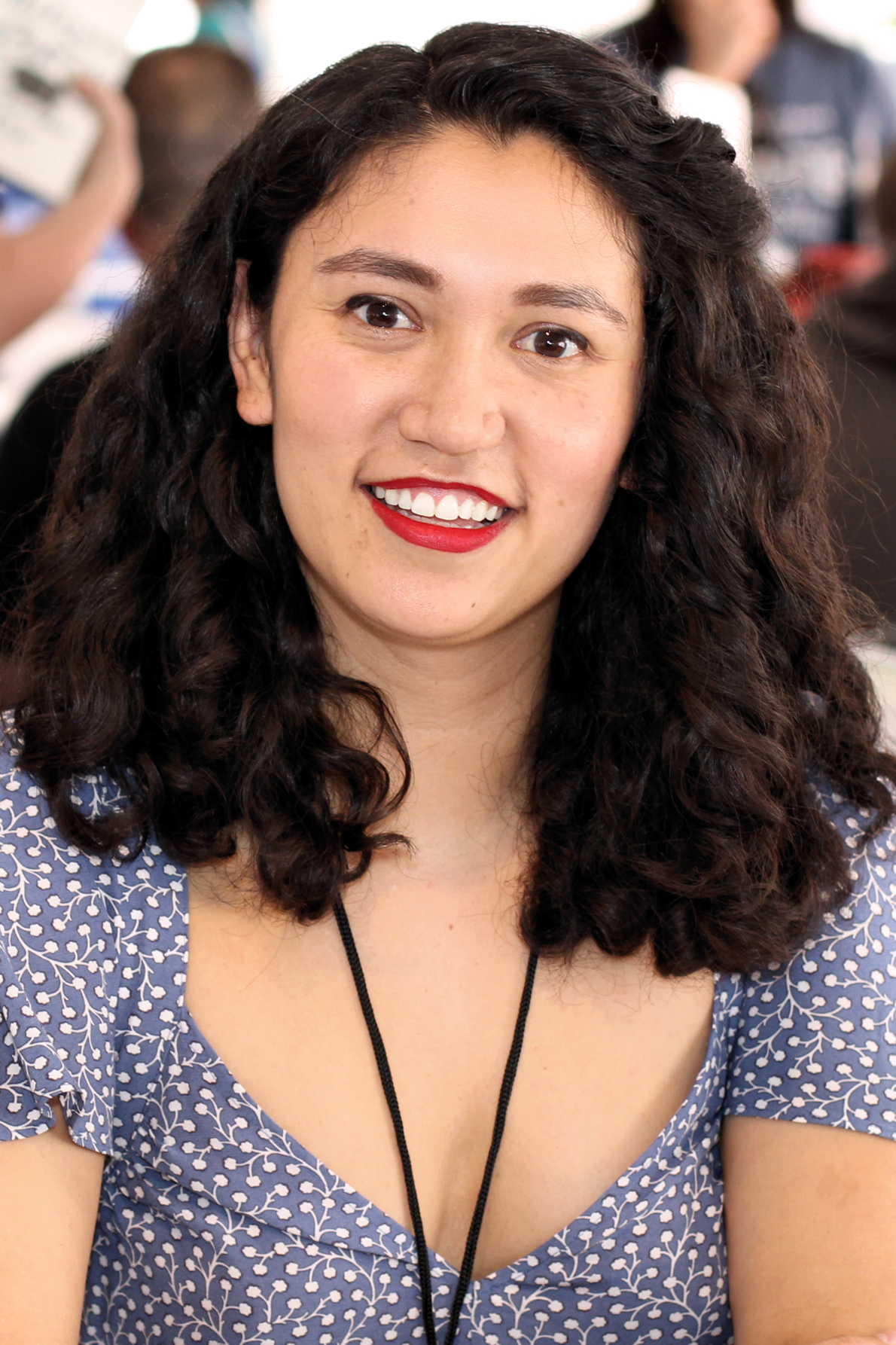
Sarah Kay, Texas Book Festival, Austin 2018

Sarah Kay (* 19. Juni 1988 in New York City) ist eine für ihre „Spoken-Word“-Performances bekannte amerikanische Dichterin.

## Leben

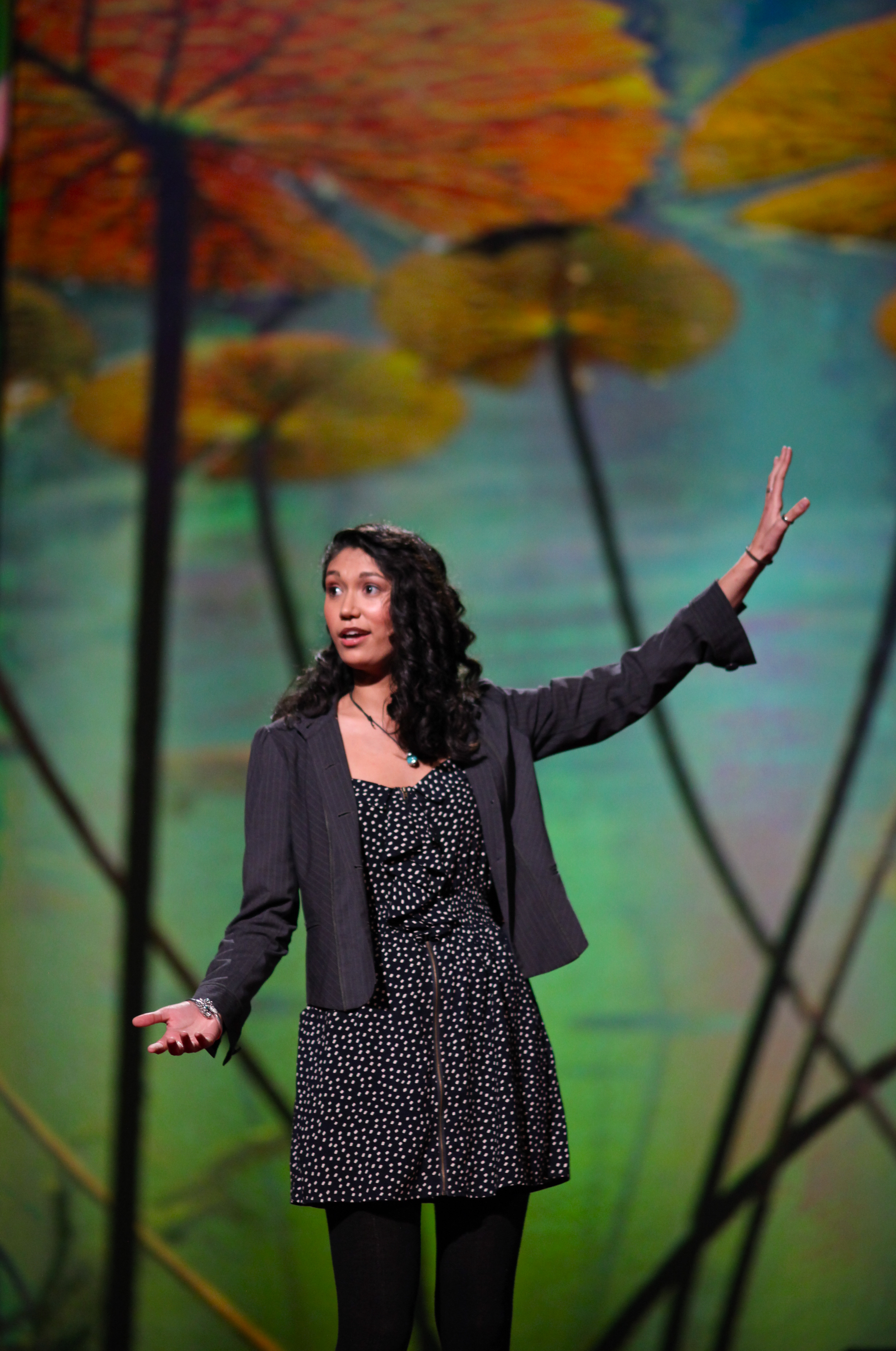
Sarah Kay, TED 2011

Sarah Kay wuchs in New York City als Tochter einer japanisch-amerikanischen Mutter und eines amerikanisch-jüdischen Vaters auf. Sie hat einen Master of Arts in „The Art of Teaching“ von der Brown University und eine Ehrendoktorwürde in „Humane Letters“ vom privaten Grinnell College, Iowa. 
Im Alter von 14 Jahren begann sie an Poetry-Slam-Veranstaltungen teilzunehmen. Sie trat dem „Bowery Poetry Club“ im East Village (Manhattan) bei, der ihr Zugang zu vielfältigen Bühnen bot. 2006 war sie die jüngste Teilnehmerin beim National Poetry Slam in Austin (Texas). Ein Jahr später folgte ihr erster TV-Auftritt in der Sendung Def Poetry Jam von Mos Def. Sie präsentierte dort ihr Gedicht Hands. In Folge trat sie auf mehreren Bühnen und Veranstaltungen auf, darunter im Lincoln Center, beim Tribeca Film Festival oder auch bei einem Jugend-Projekt der UN. 2011 trug sie auf der TED-Konferenz in Edinburgh ihr Gedicht B. If I Should Have a Daughter … vor und bekam Standing Ovations. Mit „Spoken-Word“-Performances trat sie seitdem in 30 Ländern auf sechs Kontinenten auf. Ihre Texte werden gedruckt und als Hörbücher veröffentlicht.
Im Rahmen ihres Projekts Voice unterrichtet sie im Duo mit dem Dichter Phil Kaye, den sie seit einer Talent-Show 2006 kennt, Lyrik-Workshops und geht das ganze Jahr mit „Spoken Word“-Auftritten auf internationale Tourneen. Über ihre Freundschaft haben sie gemeinsam einen Text geschrieben mit dem Titel An Origin Story (Eine Ursprungsgeschichte) und 2019 in Brooklyn aufgeführt. Während Phil Kaye den Standup-Comedian gegeben habe, sei Sarah Kays Vortrag „atemlos und ehrfürchtig“ gewesen, schrieb The New Yorker. Die Performance wurde auf Youtube mehr als zwei Millionen Mal angesehen.

## Veröffentlichungen
- No Matter the Wreckage. Illustriert von Sophia Janowitz. White Bloody, Austin 2014, ISBN 978-1-938912-48-1.

Hörbuch: Hachette Audio, New York 2016, ISBN 978-1-4789-0714-5.
Live-Aufnahme: Hachette Audio, New York 2018, ISBN 978-1-5491-2039-8.
- B. Illustriert von Sophia Janowitz. Hachette, New York 2015, ISBN 978-0-316-38662-3.

Hörbuch: Hachette Audio, New York 2015, ISBN 978-0-316-38663-0.
- The Type. Illustriert von Sophia Janowitz. Hachette, New York 2016, ISBN 978-0-316-38660-9.

Hörbuch: Hachette Audio, New York 2016, ISBN 978-0-316-38661-6.
- All Our, Wild Wonder. Illustriert von Sophia Janowitz. Hachette, New York 2018, ISBN 978-0-316-38665-4.

Hörbuch: Hachette Audio, New York 2018, ISBN 978-0-316-38664-7.